# Коронавірус людини HKU1
Коронавірус людини HKU1 (HCoV-HKU1) — різновид коронавірусу у людей. Викликає захворювання верхніх дихальних шляхів із симптомами застуди, яке, однак, може перейти до пневмонії та бронхіоліту. Вперше виявлений у січні 2004 року в одного чоловіка в Гонконзі. Подальші дослідження показали, що вірус має глобальне поширення та більш ранній генезис.
Вірус являє собою оболонковий одноланцюговий РНК-вірус позитивного сенсу, який проникає в клітину-носія шляхом зв’язування з рецептором N-ацетил-9-O-ацетилнейрамінової кислоти. Має ген гемаглютин естерази, що виділяє його як представника роду Betacoronavirus та підроду Embecovirus.

## Історія
Вперше HCoV-HKU1 було виявлено у січні 2004 року у 71-річного чоловіка, який був госпіталізований через гострий респіраторний дистрес-синдром та рентгенологічно підтверджену двосторонню пневмонію. Чоловік нещодавно повернувся до Гонконгу з міста Шеньчжень, Китай.